# Machaerium grandifolium
Machaerium grandifolium är en ärtväxtart som beskrevs av Henri François Pittier. Machaerium grandifolium ingår i släktet Machaerium och familjen ärtväxter. Inga underarter finns listade i Catalogue of Life.